# Kingsman: Złoty krąg
Kingsman: Złoty krąg (oryg. Kingsman: The Golden Circle) – brytyjsko-amerykański szpiegowski film akcji z 2017 roku na podstawie serii komiksów o fikcyjnej organizacji o tej samej nazwie wydawnictwa Icon Comics. Za reżyserię odpowiadał Matthew Vaughn na podstawie scenariusza, który napisał razem z Jane Goldman. W rolach głównych wystąpili: Colin Firth, Julianne Moore, Taron Egerton, Mark Strong, Halle Berry, Elton John, Channing Tatum i Jeff Bridges.
Film opowiada dalszą historię agentów Kingsman, którzy muszą połączyć siły ze swoim amerykańskim odpowiednikiem, Statesman, po tym, jak świat staje się zakładnikiem Poppy Adams i jej kartelu narkotykowego „Złoty Krąg”.
Światowa premiera Złotego kręgu miała miejsce 18 września 2017 roku w Londynie. W Polsce film zadebiutował 22 września tego samego roku. Złoty krąg, przy budżecie wynoszącym 104 miliony dolarów, zarobił ponad 410 milionów i otrzymał mieszane oceny od krytyków. Film jest kontynuacją Kingsman: Tajne służby z 2014 roku. W 2021 roku premierę miał prequel serii, King’s Man: Pierwsza misja. Planowana jest też czwarta część, zatytułowana Kingsman: The Blue Blood, oraz serial Statesman.

## Streszczenie fabuły
Pokonawszy Richmonda Valentine’a, Gary „Eggsy” Unwin został oficjalnie agentem Kingsman, działającym pod pseudonimem „Galahad” i zaczął spotykać się z Tilde, księżniczką Szwecji, którą uratował przed Valentinem. Rok po tych wydarzeniach zostaje napadnięty przez Charliego Hesketha, odrzuconego kandydata na Kingsmana, który stracił prawą rękę i struny głosowe podczas incydentu z Valentinem. Eggsy próbuje uciec przed Heskethem i jego poplecznikami, ale cybernetyczne ramię Hesketha włamuje się na serwery Kingsman przez komputer w samochodzie Eggsy’ego. Dzięki zdobytym w ten sposób informacjom Poppy Adams, przywódczyni największego na świecie kartelu narkotykowego, „Złotego Kręgu”, wystrzeliwuje pociski, które niszczą siedziby Kingsman i zabijają wszystkich agentów w Wielkiej Brytanii i przyjaciela Eggsy’ego, Brandona, który opiekował się jego psem. Eggsy i Merlin pozostają jedynymi agentami, którzy przeżyli atak.
Działając zgodnie z procedurami awaryjnymi, Eggsy i Merlin nawiązują kontakt ze Statesman, amerykańskim odpowiednikiem Kingsman, który działa pod przykrywką firmy zajmującej się produkcją burbonu w Kentucky. Tam odkrywają, że Hart przeżył strzał Valentine’a, jednak cierpi na amnezję, którą można wyleczyć tylko przez ponowne przeżycie traumatycznego wydarzenia. Statesman oferuje wsparcie przy pokonaniu Złotego Kręgu. Agent Whiskey zostaje przydzielony Eggsy’emu. Początkowo asystentem miał być agent Tequila, ale pojawiła się u niego tajemnicza wysypka. Eggsy zakłada nadajnik byłej dziewczynie Hesketha, Clarze Von Gluckfberg, podczas Glastonbury Festival, by móc go namierzyć. 
Merlin próbuje wyleczyć Harta z amnezji, odtwarzając brutalne elementy szkolenia agentów, jednak bez skutku. Udaje się to ostatecznie Eggsy’emu, który zagroził, że zastrzeli szczeniaka, który przypomina zmarłego psa Harry’ego, Pana Pickle’a. Podczas ich następnej misji Poppy nadaje wiadomość, w której informuje, że dodała do wszystkich swoich narkotyków toksynę, która powoduje takie same objawy, jakie ma Tequila, następnie powoduje u ofiar paraliż, a później śmierć. Oferuje światu antidotum, jeśli prezydent Stanów Zjednoczonych zakończy wojnę z kartelami narkotykowymi i udzieli jej immunitetu przed ściganiem. Prezydent publicznie z nią negocjuje, jednak zamierza pozwolić zarażonym umrzeć. Jest gotów wyeliminować wszystkich narkomanów i tym samym uczynić interes Poppy bezużytecznym. Wiele ofiar, w tym szefa jego sztabu, poddaje kwarantannie na stadionie i pozostawia tam na śmierć.
Harry, Eggsy i Whiskey, śledząc Von Gluckfberg, trafiają do siedziby Złotego Kręgu we włoskich Alpach. Eggsy’emu udaje się ukraść próbkę antidotum, ale Whiskey niszczy ją podczas ataku najemników Złotego Kręgu. Hart podejrzewa, że Whiskey jest zdrajcą i celowo zniszczył próbkę. Hart strzela Whiskeyowi w głowę, ale Eggsy, sądząc, że Hart ma urojenia, ratuje go. Hesketh zabija Von Gluckfberg i niszczy siedzibę, by zapobiec zabraniu kolejnych próbek. Tilde dzwoni do Eggsy. Okazuje się, że ma objawy zatrucia wskutek palenia marihuany. Eggsy, Harry i Merlin odnajdują kryjówkę Poppy w Kambodży, „Poppy Land”.
Na miejscu Eggsy wchodzi na minę, ale Merlin poświęca się, aby uratować jego i Harta, równocześnie eliminując cześć strażników. Eggsy i Harry zabijają kolejnych. Eggsy unieszkodliwia Hesketha, a Hart eliminuje mechaniczne psy bojowe Poppy z pomocą Eltona Johna, którego Poppy porwała podczas ataku Valentine’a i zmusiła do śpiewania dla niej. Zabezpieczają laptop kontrolujący drony, które mogą dostarczać antidotum na cały świat, a następnie wstrzykują Poppy skoncentrowaną dawkę toksyny z heroiną, aby przytępić jej zmysły i ostudzić czujność. Majacząca Poppy podaje im hasło do laptopa do antidotum, ale umiera z powodu przedawkowania. Whiskey przerywa im uwolnienie dronów z antidotum, ujawniając, że jego ciężarna żona została zabita w napadzie dokonanym przez dwóch narkomanów i w zemście chce, aby umarli wszyscy, którzy zażywają narkotyki. Podczas walki Hart i Eggsy wrzucają Whiskeya do maszynki do mielenia mięsa Poppy. Następnie aktywują drony, dostarczając antidotum na cały świat.
Po zaistniałych wydarzeniach prezydent zostaje postawiony w stan oskarżenia i aresztowany za spisek mający na celu umożliwienie śmierci ofiar, a Statesman kupuje gorzelnię w Szkocji, aby pomóc w odbudowie Kingsman. Agentka zapewniająca wsparcie techniczne w Statesman, Ginger, zostaje mianowana nowym Whiskeyem; Eggsy poślubia Tilde, Kingsman otwiera sklep krawiecki w Londynie, a do brytyjskiej agencji dołącza wyleczony Tequila.

## Obsada
- Colin Firth jako Harry Hart / Galahad, agent Kingsman, który został uznany za zmarłego, jednak został uratowany przez agentów Statesman[3][4].
- Julianne Moore jako Poppy Adams, szefowa kartelu narkotykowego „Złoty Krąg”[3][4].
- Taron Egerton jako Gary „Eggsy” Unwin / Galahad, agent Kingsman, który przejął pseudonim „Galahad” po rzekomej śmierci Harta[3][4].
- Mark Strong jako Hamish Mycroft / Merlin, agent Kingsman zapewniający wsparcie techniczne[3][4].
- Halle Berry jako Ginger, agentka Statesman zapewniająca wsparcie techniczne[3][4].
- Elton John jako on sam, został porwany przez Poppy i zmuszony do śpiewania dla niej[3][4].
- Channing Tatum jako Tequila, agent Statesman[3][4].
- Jeff Bridges jako Champagne „Champ”, szef Statesman[3][4].

Swoje role z poprzedniej części powtórzyli: Sophie Cookson jako Roxanne „Roxy” Morton / Lancelot, agentka Kingsman; Edward Holcroft jako Charlie Hesketh, były kandydat na agenta Kingsman, który współpracuje z Poppy; Hanna Alström jako księżniczka Szwecji, Tilda; Tobias Bakare jako Jamal, przyjaciel Eggsy’ego.
W filmie ponadto wystąpili: Pedro Pascal jako Jack Daniels / Whiskey, agent Statesman; Poppy Delevingne jako Clara Von Gluckfberg, była dziewczyna Hesketha; Bruce Greenwood jako prezydent Stanów Zjednoczonych; Mark Arnold jako generał McCoy, doradca prezydenta; Emily Watson jako Fox; Björn Granath i Lena Endre jako król i królowa Szwecji, rodzice Tildy; Calvin Demba i Thomas Turgoose jako Brandon i Liam, przyjaciele Eggsy’ego oraz Keith Allen i Tom Benedict Knight jako Charles i Angel, pracownicy Poppy.

## Produkcja

### Rozwój projektu

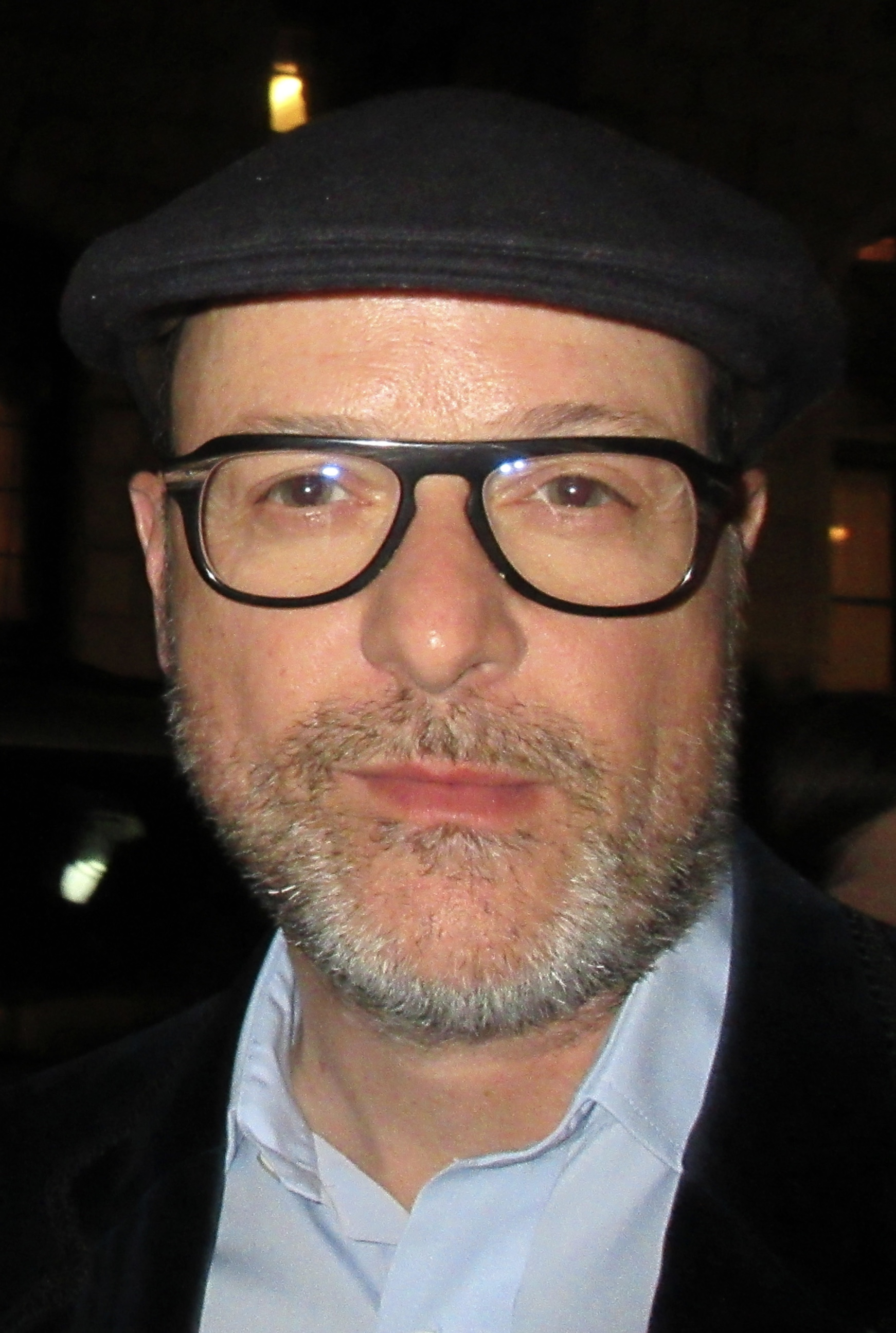
Reżyser i współscenarzysta filmu, Matthew Vaughn

W lutym 2015 roku Mark Millar i Matthew Vaughn poinformowali, że powstanie kontynuacji uzależnione jest od wyników finansowych Tajnych służb. W kwietniu ujawniono, że 20th Century Fox pracuje nad sequelem. Studio nie było pewne powrotu Vaughna na stanowisko reżysera z powodu jego chęci zrealizowania filmu na podstawie komiksów o Flashu Gordonie. W czerwcu Matthew Vaughn poinformował, że rozpoczął pisanie scenariusza i że zajmie się reżyserią. W październiku wyznaczono amerykańską datę premiery filmu na 16 czerwca 2017 roku. W marcu 2016 roku ujawniono pełny tytuł filmu – Kingsman: The Golden Circle. W listopadzie przesunięto datę premiery na 6 października 2017 roku. W marcu 2017 roku ponownie zmieniono datę na 29 września, a miesiąc później ustalono ją ostatecznie na 22 września. 
Vaughn napisał scenariusz wspólnie z Jane Goldman. Film został wyprodukowany przez należące do Vaughna Marv Films przy współpracy z Cloudy Productions i TSG Entertainment. Vaughn został również jednym z producentów filmu, obok Davida Reida i Adama Bohlinga, a 20th Century Fox zajęło się dystrybucją filmu. 

### Casting

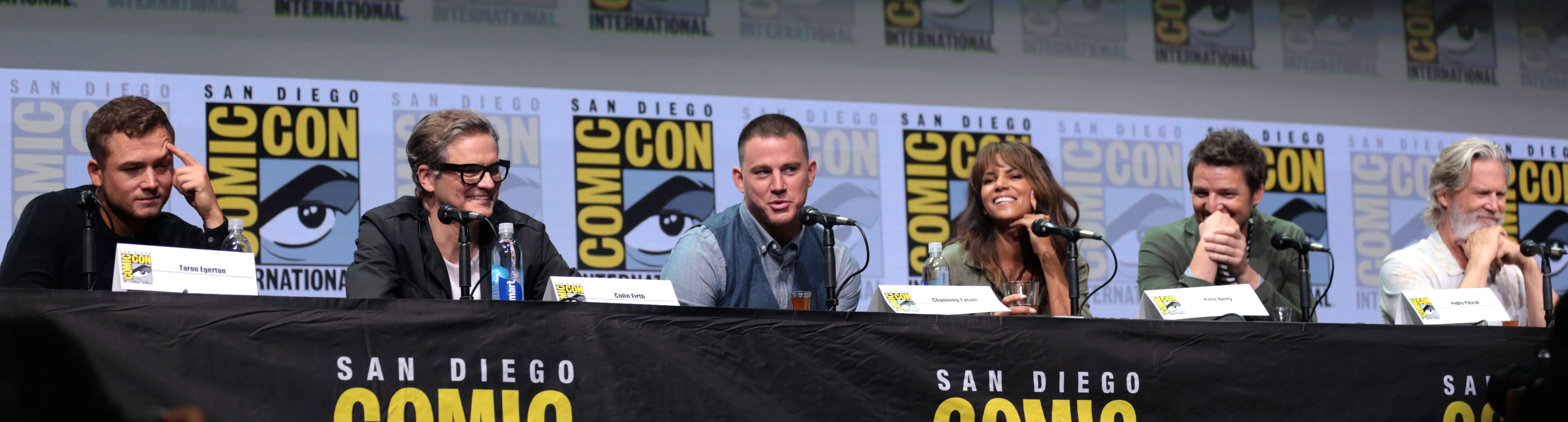
Obsada podczas San Diego Comic-Conu w 2017 roku

We wrześniu 2015 roku Mark Millar wyjawił, że Matthew Vaughn i Jane Goldman pisząc scenariusz zastanawiają się nad tym, by w filmie powrócił bez wpływu na integralność historii Colin Firth jako Harry Hart. Potwierdzono wtedy również, że Taron Egerton ponownie zagra Eggsy’ego. W tym samym miesiącu Egerton otrzymał również rolę w filmie Robin Hood: Początek, którego okres zdjęciowy początkowo kolidował z kontynuacją Tajnych służb. Miesiąc później poinformowano, że studio doszło do porozumienia z Lionsgate i zdecydowało przesunąć początek zdjęć o kilka miesięcy.
W lutym 2016 roku ujawniono, że Julianne Moore negocjuje rolę złoczyńcy w filmie. W marcu potwierdzono jej udział i poinformowano, że Halle Barry zagra w filmie, a Mark Strong powtórzy rolę Merlina. W kwietniu do obsady dołączyli Pedro Pascal jako Jack Daniels, Elton John i Channing Tatum, a w maju – Jeff Bridges. Ujawniono również, że Edward Holcroft i Sophie Cookson powrócą jako Charlie Hesketh i Roxy Morton. W lipcu Firth potwierdził swój udział w filmie. Poinformowano wtedy również, że Vinnie Jones otrzymał rolę, jednak nie pojawił się on w ostatecznej wersji filmu.

### Zdjęcia i postprodukcja
Zdjęcia do filmu rozpoczęły się 15 maja 2016 roku w Londynie. W tym samym czasie zrealizowano sceny z udziałem kaskaderów w Birmingham. Film kręcono również w Warner Bros. Studios w Leavesden pod Londynem oraz w Dolinie Aosty we Włoszech. Prace na planie zakończyły się 13 września. Za zdjęcia odpowiadał George Richmond, scenografią zajął się Darren Gilford, a kostiumy zaprojektowała Arianne Phillips. 
Montażem zajął się Eddie Hamilton. Efekty specjalne przygotowały studia: Sony Pictures Imageworks, Framestore, Moving Picture Company, Milk VFX, The Senate VFX, Blind Ltd i BUF Compagnie, a odpowiadał za nie Angus Bickerton.

## Muzyka
W sierpniu 2016 roku poinformowano, że Henry Jackman i Matthew Margeson skomponują muzykę do filmu. Album Kingsman: The Golden Circle (Original Motion Picture Score) został wydany 22 września 2017 roku przez La-La Land Records.
W filmie wykorzystano ponadto utwory z repertuaru Eltona Johna: „Rocket Man (I Think It’s Going to Be a Long, Long Time)”, „Daniel”, „Saturday Night’s Alright for Fighting” i „Jack Rabbit”, a także „Let’s Go Crazy” (Prince i The Revolution), „Don’t Leave Me This Way” (Harold Melvin & the Blue Notes), „Raining in My Heart” (Buddy Holly), „Annie’s Song” (John Denver), „Ashes” (Embrace), „Quicksand” (Tom Chaplin), „Word Up!” (The BossHoss) i „Take Me Home, Country Roads” (Matthew Margeson).
| Kingsman: The Golden Circle (Original Motion Picture Score) – 2017 | Kingsman: The Golden Circle (Original Motion Picture Score) – 2017 | Kingsman: The Golden Circle (Original Motion Picture Score) – 2017 | Kingsman: The Golden Circle (Original Motion Picture Score) – 2017 |
| Nr                                                                 | Tytuł utworu                                                       | Autor                                                              | Długość                                                            |
| ------------------------------------------------------------------ | ------------------------------------------------------------------ | ------------------------------------------------------------------ | ------------------------------------------------------------------ |
| 1.                                                                 | „Eggsy Is Back”                                                    | H. Jackman, M. Margeson                                            | 5:50                                                               |
| 2.                                                                 | „Memories of Harry”                                                | H. Jackman, M. Margeson                                            | 2:00                                                               |
| 3.                                                                 | „The Golden Circle”                                                | H. Jackman, M. Margeson                                            | 1:18                                                               |
| 4.                                                                 | „Poppy”                                                            | H. Jackman, M. Margeson                                            | 2:17                                                               |
| 5.                                                                 | „Incoming Missiles”                                                | H. Jackman, M. Margeson                                            | 2:56                                                               |
| 6.                                                                 | „You May Shed a Tear in Private”                                   | H. Jackman, M. Margeson                                            | 3:02                                                               |
| 7.                                                                 | „Tequila”                                                          | H. Jackman, M. Margeson                                            | 2:09                                                               |
| 8.                                                                 | „The Lepidopterist”                                                | H. Jackman, M. Margeson                                            | 2:16                                                               |
| 9.                                                                 | „Rescuing Harry”                                                   | H. Jackman, M. Margeson                                            | 1:45                                                               |
| 10.                                                                | „Statesman”                                                        | H. Jackman, M. Margeson                                            | 1:48                                                               |
| 11.                                                                | „Ginger’s First Test”                                              | H. Jackman, M. Margeson                                            | 1:15                                                               |
| 12.                                                                | „Whiskey’s Demons”                                                 | H. Jackman, M. Margeson                                            | 1:02                                                               |
| 13.                                                                | „Tornado in a Trailer Park”                                        | H. Jackman, M. Margeson                                            | 2:30                                                               |
| 14.                                                                | „Poppy’s Terms”                                                    | H. Jackman, M. Margeson                                            | 3:01                                                               |
| 15.                                                                | „Dancing Disease”                                                  | H. Jackman, M. Margeson                                            | 3:05                                                               |
| 16.                                                                | „The Gondola Experience”                                           | H. Jackman, M. Margeson                                            | 6:30                                                               |
| 17.                                                                | „Cabin Ambush”                                                     | H. Jackman, M. Margeson                                            | 4:13                                                               |
| 18.                                                                | „Horrific News Report”                                             | H. Jackman, M. Margeson                                            | 2:41                                                               |
| 19.                                                                | „Flying to Poppyland”                                              | H. Jackman, M. Margeson                                            | 5:09                                                               |
| 20.                                                                | „No Time for Emotion”                                              | H. Jackman, M. Margeson                                            | 2:51                                                               |
| 21.                                                                | „Temple Battle”                                                    | H. Jackman, M. Margeson                                            | 6:54                                                               |
| 22.                                                                | „Viva Las Vegan”                                                   | H. Jackman, M. Margeson                                            | 2:44                                                               |
| 23.                                                                | „Not in Vain”                                                      | H. Jackman, M. Margeson                                            | 3:59                                                               |
| 24.                                                                | „A Man Who's Honorable”                                            | H. Jackman, M. Margeson                                            | 2:41                                                               |
| 25.                                                                | „Kingsman Hoedown”                                                 | H. Jackman, M. Margeson                                            | 2:17                                                               |
|                                                                    |                                                                    |                                                                    | 1:16:13                                                            |

## Wydanie
Światowa premiera filmu Kingsman: Złoty krąg miała miejsce 18 września 2017 roku w Londynie. W wydarzeniu tym uczestniczyła obsada i ekipa produkcyjna filmu oraz zaproszeni specjalni goście.
Dla szerszej publiczności film zadebiutował 20 września w Wielkiej Brytanii, Indonezji, na Filipinach i we Włoszech. Następnego dnia, 21 września, pojawił się w Niemczech, Izraelu, Holandii, Norwegii, Australii, Nowej Zelandii, Rosji i Portugalii. Od 22 września dostępny był w Stanach Zjednoczonych, Kanadzie, Hiszpanii, Turcji, Indiach i w Polsce. Do końca września zadebiutował w Korei Południowej, Belgii, Brazylii, Meksyku, Peru i Chile. Od 5 do 20 października pojawił się w Paragwaju, Francji, Argentynie i Chinach. W Japonii dostępny był od 5 stycznia 2018 roku. 
Początkowo amerykańska data premiery zapowiedziana została na 16 czerwca 2017 roku. Później przesunięto ją jeszcze trzykrotnie: na 6 października, 29 września i ostatecznie na 22 września.
Film został wydany na nośnikach DVD i Blu-ray 12 grudnia 2017 roku w Stanach Zjednoczonych przez 20th Century Fox Home Entertainment. W Polsce został on wydany 7 lutego 2018 roku przez Imperial CinePix.

## Odbiór

### Box office
Film, przy budżecie szacowanym na 104 miliony dolarów, zarobił w weekend otwarcia na świecie w granicach 100 milionów dolarów, z czego Stanach Zjednoczonych i Kanadzie ponad 39 milionów. W sumie przychody z kin dla Złotego Kręgu wyniosły globalnie prawie 411 milionów, w tym ponad milion z Polski.

### Krytyka w mediach
Film spotkał się z mieszaną reakcją krytyków. W serwisie Rotten Tomatoes 51% z 309 recenzji uznano za pozytywne, a średnia ocen wystawionych na ich podstawie wyniosła 5,4/10. Na portalu Metacritic średnia ważona ocen z 44 recenzji wyniosła 44 punkty na 100. Natomiast według serwisu CinemaScore, zajmującego się mierzeniem atrakcyjności filmów w Stanach Zjednoczonych, publiczność przyznała mu ocenę B+ w skali od F do A+.
Dan Jolin z „Empire Magazine” stwierdził, że film jest „równie ultrabrutalny i ultrasprośny jak pierwszy film”, jednocześnie zaznaczając, iż Złoty Krąg „sprawi, że Kingsfani się uśmieją, nawet jeśli tym razem jego bohaterowie mają mniej do zrobienia”. Todd McCarthy z „The Hollywood Reporter” stwierdził, że Złoty Krąg jest „pełną wyobraźni, międzynarodową igraszką, trzymającą się w ryzach i przez większość czasu niepozbawioną humoru”. Peter Travers z „Rolling Stone” napisał, że film jest „tak maniakalny i przesadny, jak można się spodziewać, tylko bardziej […] Ci, którzy nienawidzili pierwszego filmu, będą dwukrotnie bardziej zirytowani […] Prawdziwi fani Kingsmana docenią”. Peter Debruge z „Variety” stwierdził: „jakby oryginalny Kingsman nie był wystarczająco kreskówkowy, z zabójczą damą o ostrych nogach i nieuzasadnionym finałem w postaci eksplodujących głów, sequel […] popchnął bezczelną markę absurdu serii jeszcze dalej. Głupota zaczyna się od wskrzeszenia dwóch ważnych postaci, których jednoznacznej śmierci byliśmy świadkami w pierwszym filmie”. Wendy Ide z „The Guardian” określiła Złoty krąg jako „świadome szyderstwo z filmu, który lekceważy swoje dziury w fabule, przy szczególnie niesmacznym podejściu do przemocy i tendencji do wykorzystywania postaci kobiecych jako ozdobnej puenty do żartów”.
Łukasz Muszyński z portalu Filmweb ocenił, że „feminizujący widzowie będą pewnie drzeć szaty nad uwłaczającym wizerunkiem kobiet w filmie, zaś fani Channinga Tatuma i Jeffa Bridgesa słusznie oburzą się, że reżyser nie wykorzystuje potencjału obu aktorów. Dzieło Vaughna ma w sobie jednak tyle bezpretensjonalności i dystansu, że trudno się na nie boczyć. Złoty krąg to solidna angielska robota”. Marcin Zwierzchowski z NaEkranie.pl stwierdził, że Złoty krąg „to film niemalże campowy, gdzie niemal każdy kolejny zwrot akcji sprawia, że nasze oczy otwierają się szerzej, a ręka sama wędruje do czoła, by pacnąć w nie w niedowierzaniu. Jeżeli ktoś jest w stanie przełknąć taką stylistykę, może w kinie bawić się całkiem nieźle, zresztą niektóre gagi są bardzo udane. Co za dużo jednak, to niezdrowo. I jak chyba mawia się w Hollywood: co za dużo, to sequel”. Wojtek Smoła z IGN Polska napisał, że „Kingsman: Złoty krąg stanowi zaledwie dobre kino akcji. Sequel produkcji z 2014 roku nie jest filmem, który zaskoczy widza innowacyjnymi rozwiązaniami. Powielone schematy z pierwszej części nie robią już takiego wrażenia”. Sławek Serafin z Gram.pl podsumował: „Zachowajcie w pamięci piękne wspomnienie pierwszego Kingsman: Tajne służby i udawajcie, że żadnej drugiej części nie ma, nie było i nie będzie nigdy. Ja bym tak zrobił, gdybym mógł”.

### Nagrody i nominacje
| Rok  | Ceremonia                        | Kategoria                                | Nominowani           | Rezultat  | Przypis |
| ---- | -------------------------------- | ---------------------------------------- | -------------------- | --------- | ------- |
| 2018 | Hawaii Film Critics Society      | Najgorszy film roku                      | Kingsman: Złoty krąg | Nominacja | [ 46 ]  |
| 2018 | Empire Awards                    | Najlepszy thriller                       | Kingsman: Złoty krąg | Wygrana   | [ 47 ]  |
| 2018 | Amerykańska Gildia Kostiumologów | Najlepsze kostiumy w filmie współczesnym | Arianne Phillips     | Nominacja | [ 48 ]  |
| 2018 | National Film Awards             | Najlepszy brytyjski film                 | Kingsman: Złoty krąg | Wygrana   | [ 49 ]  |
| 2018 | National Film Awards             | Najlepszy film zagraniczny               | Kingsman: Złoty krąg | Nominacja | [ 49 ]  |
| 2018 | National Film Awards             | Najlepsza komedia                        | Kingsman: Złoty krąg | Nominacja | [ 49 ]  |
| 2018 | National Film Awards             | Najlepszy reżyser                        | Matthew Vaughn       | Wygrana   | [ 49 ]  |
| 2018 | National Film Awards             | Najlepszy aktor                          | Taron Egerton        | Nominacja | [ 49 ]  |
| 2018 | National Film Awards             | Najlepszy aktor drugoplanowy             | Keith Allen          | Nominacja | [ 49 ]  |
| 2018 | National Film Awards             | Najlepsza aktorka drugoplanowa           | Halle Berry          | Nominacja | [ 49 ]  |
| 2018 | National Film Awards             | Najlepszy przełomowy występ w filmie     | Elton John           | Nominacja | [ 49 ]  |
| 2018 | National Film Awards             | Najlepszy przełomowy występ w filmie     | Halle Berry          | Nominacja | [ 49 ]  |
| 2018 | Saturn Awards                    | Najlepszy film akcji / przygodowy        | Kingsman: Złoty krąg | Nominacja | [ 50 ]  |

## Kontynuacje
W maju 2017 roku Matthew Vaughn poinformował, że planowana jest trzecia część i że rozpoczął już z Jane Goldman prace nad scenariuszem. Firth i Egerton mają powrócić w swoich rolach w Kingsman: The Blue Blood.
We wrześniu 2017 roku Vaughn wyjawił, że w planach jest spin-off, a w czerwcu 2018 roku, że pracuje również nad prequelem serii, którego akcja ma się rozgrywać na początku XX wieku i opowiadać o początkach Kingsman, oraz nad ośmioodcinkowym serialem. Poinformował wtedy również, że spin-off ma opowiadać o amerykańskiej agencji Statesman i ujawnił, że Berry, Tatum i Bridges powtórzą swoje role ze Złotego kręgu.  Prequel, King’s Man: Pierwsza misja, po kilkukrotnym przesuwaniu daty premiery wskutek pandemii COVID-19, zadebiutował w 2021 roku. Vaughn zajął się reżyserią i napisał scenariusz razem z Karlem Gajdusekiem. W rolach głównych wystąpili: Ralph Fiennes, Gemma Arterton, Rhys Ifans, Matthew Goode, Tom Hollander, Harris Dickinson, Daniel Brühl, Djimon Hounsou i Charles Dance. W grudniu 2021 roku Vaughn poinformował, że podjęto decyzję by zmienić film Statesman w serial telewizyjny.